# Валдемар II (Дания)
Валдемар II (на немски: Waldemar II, „der Sieger“; * 28 юни 1170, † 28 март 1241), наричан Победителят, е херцог на Шлезвиг (1182 – 1202), крал на Дания (1202 – 1241) и граф на Холщайн (1203 – 1227).

## Произход и ранни години
Той е най-малкият син на датския крал Валдемар I Велики и съпругата му София от Минск (* ок. 1141, † 1198), дъщеря на княз Владимир III от Минск и Хродна и на Рикиса от Полша.
Валдемар става през 1182 г. херцог на Шлезвиг. Заедно с брат си крал Кнут VI завладява през 1201 г. Холщайн в битката при Щелау. Заради тази победа получава прозвището Победителят.

## Управление
След смъртта на Кнут през 1202 г. става крал на Дания и завладява Мекленбург, Померания и Померелия. Любек и Хамбург признават неговото право за защита. През 1219 г. основава епископия Ревал, започва завладяването на Естония и участва дълги години във войните за короната в Норвегия и Швеция
През нощта на 6 към 7 май 1223 г. Валдемар и негов син са отвлечени от граф Хайнрих от Шверин от датския остров Люйо, където си почивали след лов без охрана. С кораб пленниците са откарани на немския бряг и закарани в Маркграфство Бранденбург. Скоро след това са скрити в замъка Даненбер, а през 1225 г. са държани в замъка на Шверин. През ноември 1225 г. с договора от Бардовик Валдемар и синът му са освободени срещу заплащането на 45 000 сребърни марки, предаването на Шверин и Холщайн, отказа от всичките дадени му немски територии (освен Княжество Рюген) и даването на пълна търговска свобода на немските градове. Освен това Валдемар трябвало да даде 3-ма от синовете си като заложници.
Валдемар II е погребан в църквата „Св. Мария“ в Рингщет, сега църква „Св. Бендт“.

## Семейство и деца
Първи брак: през 1205 г. за Маркета Пршемисловна († 24 май 1212), дъщеря на Отокар I от Бохемия и Аделхайд фон Майсен. Те имат децата:
- Валдемар III фон Шлезвиг (* 1209, † 1231), сърегент от 1215, коронован е 1218, ∞ 1229 Елеонора Португалска (* 1211, † 1231)
- син, роден мъртъв († 1212)

Втори брак: през 1214 г. за Беренгария Португалска (* ок. 1195, † 27 март 1221), дъщеря на крал Санчо I от Португалия и Дулце от Барцелона. С нея имат децата:
- Ерик IV (* 1216, † 1250), крал на Дания (1241 – 1250)
- София (* 1217, † 1247) ∞ 1230 за Йохан I (1213 – 1266), маркграф на Бранденбург (1220 – 1266)
- Абел (* 1218, † 1252), крал на Дания (1250 – 1252)
- Кристофер I (* 1219, † 1259), крал на Дания (1252 – 1259)

Освен това той има 2-ма извънбрачни синове, познати с имената им:
- Нилс, граф на Халанд-Шверин († 1218/19)
- Кнут, херцог на Лоланд, Блекинге и Естония († 1260)